# Nyakijanda (vattendrag i Rutana)
Nyakijanda är ett vattendrag i Burundi.   Det ligger i provinsen Rutana, i den centrala delen av landet, 90 km öster om huvudstaden Bujumbura.
Omgivningarna runt Nyakijanda är en mosaik av jordbruksmark och naturlig växtlighet. Runt Nyakijanda är det ganska tätbefolkat, med 192 invånare per kvadratkilometer.